# Spindalis zena
La cigua cubana o cabrero (Spindalis zena) especie de ave paseriforme de la familia Spindalidae, anteriormente situada en Thraupidae y más recientemente en Phaenicophilidae. Es nativa de Cuba, isla de la Juventud, Bahamas, islas Caimán e islotes circundantes.

## Nombres
Spindalis en griego es “ave peregrina”, zena viene de un nombre de mujer, pretrei viene del latín “dedicado Pretre” y townsendi “dedicado Townsend”. En inglés es conocida como striped-headed tanager.

## Distribución en Cuba

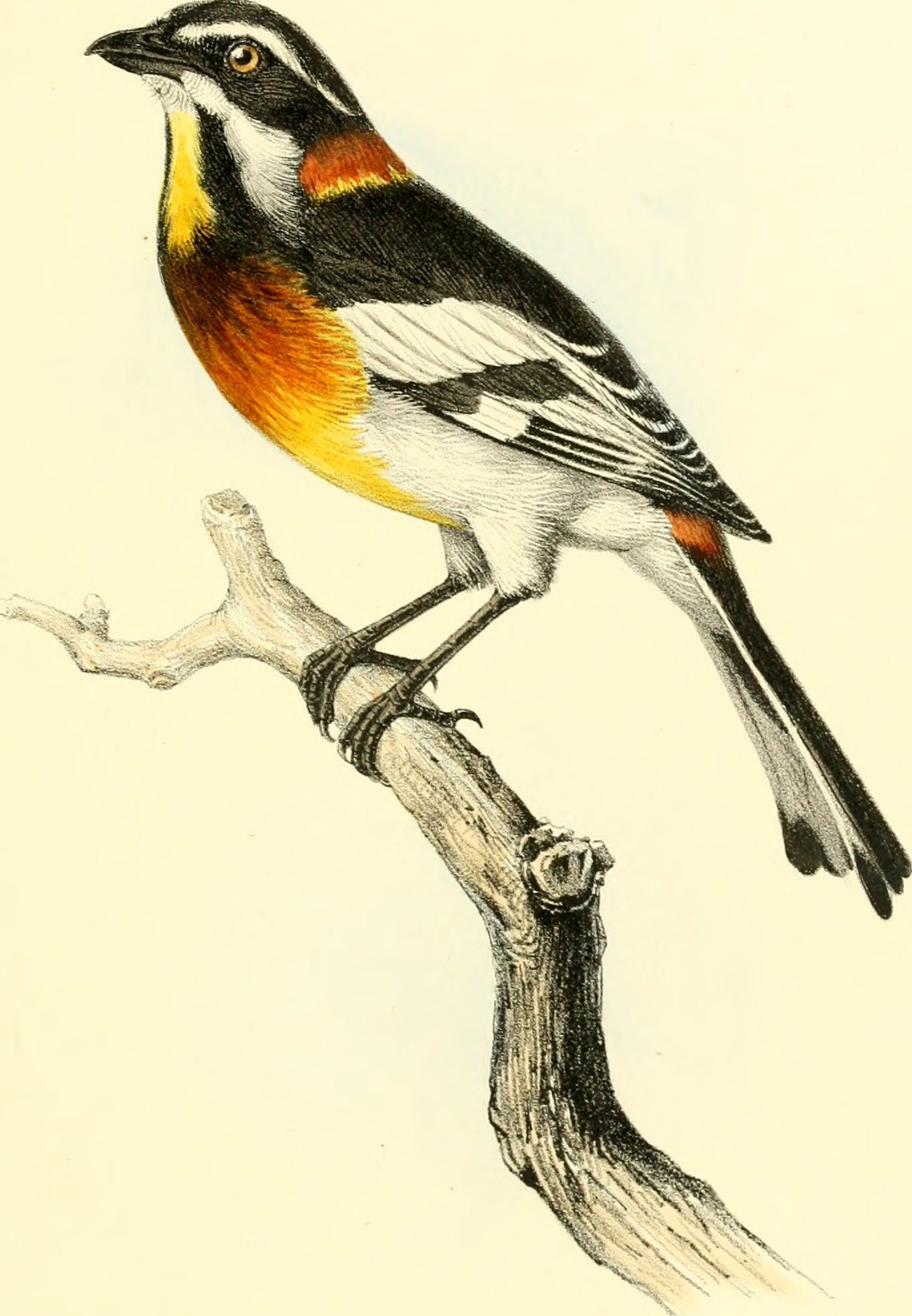
Ilustración de Spindalis zena.

En Cuba es común en todas las provincias. En el siglo XIX era bastante abundante, pero actualmente no lo es tanto. Suele estar presente en los límites de bosques frondosos, especialmente los de montaña a cualquier altitud. También habita en bosques abiertos y espesuras.

## Descripción
Miden unos 15 cm de largo. El pico es corto y robusto. Tienen dimorfismo sexual. El macho es muy llamativo. Su cabeza es de color negro predominante con rayas blancas gruesas, unas que parten de cada nariz y van por encima de los ojos hasta la nuca y otras van desde las comisuras del pico hacia abajo ensanchándose hasta el final del cuello, y acompañadas inferiormente por rayas negra, que bordean la garganta amarilla. El pecho, la nuca y la rabadilla son de color anaranjado parduzco, el lomo es verde-olivo, el vientre amarillento a continuación del pecho se vuelve grisáceo, igual que debajo de la cola. Las plumas primarias son negras con manchas blancas en la base y bordes blancos amplios. El pico es pardo-grisáceo, las patas del mismo color. Los ojos casi negros.
La hembra es en el dorso olivado-grisáceo con las rayas de la cabeza sólo como bandas clareadas donde en el macho son blancas. La garganta y el vientre son de color pardo-grisáceo claro, más olivado hacia los flancos. Las primarias son morenas y sólo más claras, olivado-grisáceas donde en el macho son blancas. También puede presentar plumas anaranjadas en los hombros. Los inmaduros son similares a las hembras.
Su canto es infrecuente, poco intenso, pero prolongado. Es una repetición desordenada de sonidos agudos y zumbidos. Más a menudo también hace chirridos agudos e intensos. Se alimentan de pequeñas frutas, semillas e insectos.

## Nido
Anidan entre febrero y julio. Hacen nido en forma de cuenco en ramas bien altas de árboles o arbustos. Ponen 2 o 3 huevos blancos con manchas de color castaño o negruzcas, bien separadas. La dimensión promedio del huevo es de 2,2 cm de largo por 1,5 cm de ancho.

## Ave en cautiverio
Como ave de jaula es muy apreciada por la belleza del plumaje del macho.

## Subespecies
Según las clasificaciones del Congreso Ornitológico Internacional (IOC) y Clements Checklist/eBird v.2019 se reconocen cinco subespecies, con su correspondiente distribución geográfica:
- Spindalis zena benedicti  Ridgway, 1885 – isla Cozumel (costa de  Yucatán, sureste de México).
- Spindalis zena pretrei (Lesson, 1831) – Cuba, isla de Pinos y cayos adyacentes.
- Spindalis zena salvini Cory, 1886 – Gran Caimán.
- Spindalis zena townsendi Ridgway, 1887 – Ábaco, Gran Bahama, (Bahamas) y Cayo Green Turtle.
- Spindalis zena zena (Linnaeus, 1758) – islas centrales de Bahamas.